# Aristostomias grimaldii
Aristostomias grimaldii es una especie de pez de la familia Stomiidae en el orden de los Stomiiformes.

## Morfología
• Los machos pueden llegar alcanzar los 18,2 cm de longitud total.

## Hábitat
Es un pez de mar y de aguas profundas que vive entre 25-800 m de profundidad.

## Distribución geográfica
Se encuentra en el  Atlántico oriental (30 ° 45'40 "N, 25 ° 47'W), el Atlántico occidental (entre 35 ° y 6 ° N, incluyendo el Golfo de México, Caribe) , el Índico (15 ° S), el Pacífico occidental (22 ° N 172 ° E, al norte del oeste de Nueva Guinea) y las Islas Hawái.